# Balduino I de Flandes

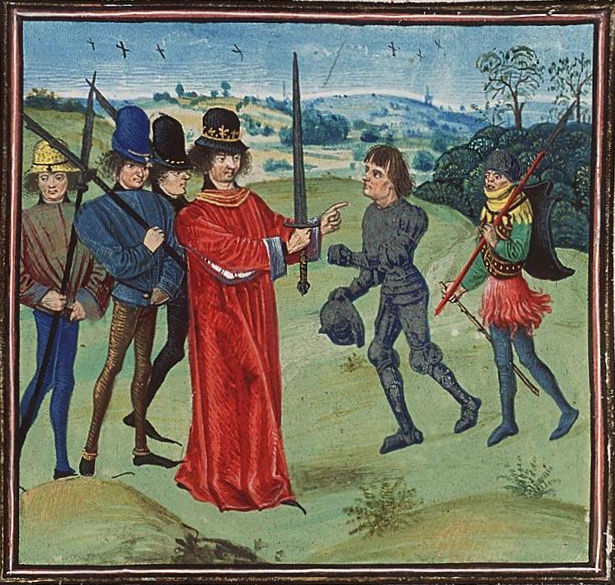
Balduino I de Flandes y Carlos el Calvo

Balduino I Brazo de Hierro o también el Bueno (c. 830 - 879), fue el primer Conde de Flandes (862 - 879).

## Biografía
Hijo de un cierto Audacer, del que nada se sabe a ciencia cierta, sus legendarios orígenes son rechazados por la crítica moderna. Las primeras noticias de Balduino lo sitúan como conde en alguna comarca flamenca, sin que se haya podido precisar cual. Saltó al primer plano de la escena política cuando Judith, la hija del rey francés Carlos el Calvo, se fugó con el conde flamenco. Judith había estado casada anteriormente con el rey Ethelwulfo de Wessex, tras cuya muerte (860) había regresado a la corte francesa.
En las Navidades de 861, y con el consentimiento de su hermano Luis, la princesa escapó de la vigilancia a la que estaba sometida en la ciudad de Senlis desde su regreso de Inglaterra. Carlos no había dado permiso para su matrimonio con Balduino, e intentó capturar a este último, enviando cartas al vikingo Rorik de Dorestad y al obispo Hunger de Utrecht prohibiendo a ambos que diesen acogida al fugitivo.
La pareja consiguió sortear la persecución; Carlos y sus obispos excomulgaron a la pareja, que respondió con un viaje a Roma para conseguir la bendición del papa Nicolás I. El pontífice accedió a su petición y Carlos se vio forzado a aceptar el hecho consumado. El matrimonio tuvo lugar el 13 de diciembre de 863 en Auxerre·.
En 870, Balduino adquirió la abadía de San Pedro en Gante. Se presume que fue entonces cuando tomó posesión de los feudos de Flandes y Waas, o al menos parte de ellos. Olvidando el pasado, Balduino se convirtió en uno de los principales adalides del rey Carlos y jugó un importante papel en la contención de las continuas incursiones vikingas en territorio francés. En 877 fue nombrado como uno de los barones encargados de proteger al nuevo rey, Luis el Tartamudo. Durante toda su vida luchó para extender sus dominios, convirtiendo sus posesiones en uno de los mayores feudos del reino franco del Oeste. Murió en 879 y está enterrado en la abadía de Saint-Bertin, cerca de Saint-Omer.
Su hijo Balduino II le sucedió como conde de Flandes.

## Descendencia
De su matrimonio con Judith de Francia tuvo los siguientes hijos:
- Carlos, muerto en la infancia.
- Balduino II, conde de Flandes.
- Rodolfo o Raúl (c. 869-896), conde de Cambrai, en 888. Capturado y ejecutado en 896 por el conde Heriberto I de Vermandois.